# YJ-12
YJ-12 (кит.: 鹰击-12 ; піньінь : yīngjī-12; літер. "Удар орла-12") — китайська надзвукова протикорабельна крилата ракета.
Носії ракети: бомбардувальники морської авіації H6J, модернізовані есмінці проекту 956, фрегати типу 054A/P (ВМС Пакистану), наземні мобільні пускові установки.

## Історія створення
Перша китайська суперзвукова протикорабельна ракета C-803 була здатна досягти надзвукових швидкостей тільки в безпосередній близькості від мети. На маршовому ділянці вона рухалася на дозвуковій швидкості.
На початку 1990-х років Державна рада та Центральна військова комісія видали наказ почати розробку дійсно надзвукової протикорабельної ракети, здатної летіти зі швидкістю вище 1 M протягом усієї тривалості польоту. 3-я Китайська академія конструювання Міністерства аерокосмічної промисловості, пізніше реорганізована як CHEMTA (Китайська академія електромеханічних технологій, 중국海鹰机电技术研究院), була обрана як головний розробник, що відповідає за систему в цілому, а 601-й та 611-й науково-дослідні інститути, а також Військово-морська дослідницька академія були призначені субпідрядниками. Науково-дослідні інститути були названі відповідальними за аеродинамічний проект майбутньої ракети, тоді як військово-морська академія відповідала за розробку системи управління.
Перші успішні надземні випробування ракети YJ-12 було проведено 1997 року, наступного року проводилися надводні випробування. Після серії великих модернізацій ракета у жовтні 1999 року отримала державну сертифікацію і надійшла на службу в дуже невеликих кількостях з метою оперативної оцінки. Повідомляється, що військові не мали довіри до першої вітчизняної надзвукової ракети, тому паралельно велася доопрацювання ракети С-803 як доступна альтернатива.
Типова практика китайських виробників озброєнь полягає в тому, щоб оприлюднити та рекламувати свої майбутні продукти на військових виставках та салонах, щоб залучити потенційних клієнтів та таким чином отримати додаткові кошти через експортний ринок. Відповідно до китайських інтернет-ЗМІ, саме таким чином YJ-12 публічно дебютував на авіашоу в Чжухаї у вигляді попередньої масштабної моделі. Незабаром після цього ракета повністю зникла з міжнародних виставок та рекламних видань, що, на думку китайських експертів, показує зацікавленість у ракеті з боку китайських військових. Очевидно, військове відомство надало розробникам достатні кошти, щоб не залежати від експортного ринку. Наступного разу ракета YJ-12 була публічно представлена на 9-му авіашоу в Чжухаї у листопаді 2012 року, все ще у вигляді моделі. Масове виробництво розпочалося у січні 2004 року, після серйозних модифікацій початкового проекту. Китайські джерела стверджують, що загальна кількість копій ракети, яка перебуває в експлуатації у військах країни, становить не менше 816 одиниць, зокрема одиниці, випущені до 2000 року. Однак, ці дані не підтверджуються незалежними джерелами.
За словами китайських розробників, YJ-12 можна встановлювати на різних платформах, включаючи літаки, надводні судна, наземні транспортні засоби та стаціонарні берегові батареї. Однак після короткого публічного дебюту в Чжухаї ракета була помічена лише один раз літаком Xian JH-7, по одній ракеті під кожним крилом.
У серпні 2000 року китайці представили модель ракети повітряного базування ракети YJ-91, що нагадує французьку Air-Sol Moyenne Portée. Пізніше було представлено зовні схожу ракету під назвою YJ-12. Jane's повідомив, що YJ-12А була розроблена приблизно в 2004 році. Позначення YJ-91 відноситься до китайської модифікації російської ракети Х-31. YJ-12 сильно нагадує подовжену ракету Х-3.
YJ-12 вперше з'явилася на публіці під час китайського параду перемоги 2015 року, показуючи, що ракета прийнята на озброєння.
Варіант, позначений YJ-12B, був імовірно розгорнутий на островах Спратлі приблизно в березні 2018.

## Опис
YJ-12 є ракетою повітряного базування, нагадує подовжену російську ракету Х-31 і близька за формою ракети-мішені GQM-163 Койот.
За даними United States Naval War College Review від 2011 року, YJ-91/YJ-12 має дальність 400 км і фугасну БЧ масою 205 кг, порівняно зі 150-280 км для американської протикорабельної ракети «Гарпун». Ракета може бути запущена з відривом 230 км поза досяжності зенітних ракет SM-2 і RIM-162 ESS, максимальна дальність яких становить менше 170 км. За даними китайських джерел, YJ-12 має швидкість близько 2 М при пуску з малої і до 3,2 М при пуску з великої висоти при максимальній дальності близько 380 км в залежності від висоти старту. Висота польоту над рівнем моря на термінальній ділянці становить 15 метрів. За даними Joint Forces Quarterly від вересня 2014 року, дальність ракети становить до 250 км, а швидкість - 2,5 М. У лютому 2015 р. військовий експерт Лі Лі заявив, що YJ-12 має боєголовку масою 400-500 км і радіус дії 300 км при швидкості 3 М або 400 км при швидкості 4 М. Швидкість і дальність залежить від висоти старту та траєкторії польоту, максимальна швидкість досягається на висоті 40 км, при зниженні швидкість зменшується. Хоча фактична маса бойової частини може бути приблизно 200 кг, надзвукова швидкість забезпечує їй летальність, еквівалентну дозвуковій ракеті з масою бойової частини 400-500 кг. У зоні ППО YJ-12 може здійснювати маневри відхилення.
Насичувальна атака YJ-12 з великої дистанції становить серйозну загрозу для американських авіаносних ударних груп, після того, як група ракет, що низько летять, з'являється через обрій і виявляється радарами кораблів, засоби ППО матимуть лише близько 45 секунд, в іншому випадку система ППО буде подолана. Враховуючи, що винищувачі типу Су-30МКК і J-11В мають бойовий радіус близько 1500 км, оснащення в YJ-12 дає їм потенційну зону ураження радіусом 1900 км. Найбільш ефективним засобом для боротьби з цими ракетами у ВМС США вважається система колективного перехоплення, яка дозволяє знищити літаки-носії за допомогою ЗУР SM-6 та винищувачів-перехоплювачів на далеких дистанціях до пуску ракет.
Проводилися випробувальні пуски ракет із бомбардувальників Сіань H-6, передбачається встановити ці ракети на винищувачі-бомбардувальники JH-7B. За повідомленнями, вони можуть бути запущені з літаків J-10, Су-30МКК, J-11 і J-16. Існує наземний варіант ракети YJ-12А, оснащений стартовим прискорювачем . YJ-12B – це наземний варіант з дальністю 300 км.
Спочатку, в 1990-х роках, західні аналітики вважали, що YJ-12 буде близьким до французької ракети ASMP (Air-sol moyenne portée). Проте останні відео, опубліковані в мережі, показують, що насправді це зовсім різні ракети. На відміну від ASMP, яка по суті є ракетою "повітря-поверхня", YJ-12 спочатку розроблялася як протикорабельна та протирадіолокаційна ракета. Надалі з'явилася модифікація ракети знищення наземних цілей.
YJ-12 стане першою китайською надзвуковою протикорабельною ракетою, яка має модульну конструкцію. На основі цієї ракети розроблено понад десять модифікацій. На додаток до базової протикорабельної версії створено також протирадіолокаційну ракету та ракету для ударів по наземних цілях. Найдешевша з усіх модифікацій - протикорабельна версія типу "вистрілив і забув", позбавлена будь-якої системи передачі даних. Що стосується інших версій, набагато дорожчих, то нині неможливо визначити, чи перебувають вони в експлуатації чи стадії розробки (через зникнення ракети з міжнародних виставок). Більшість ракетних технологій, що застосовуються в YJ-12, засновані на тих же рішеннях, які застосовані в C-803, проте для YJ-12 у 771-му Науково-дослідному інституті колишнього китайського аерокосмічного міністерства було розроблено нові НВІС. Інститут також бере участь у розробці радіолокатора та засобів електронної протидії. Обчислювальну потужність нового компонента значно збільшено порівняно з бортовим комп'ютером ракети C-803. Однак через значне відставання китайської індустрії мікроелектроніки питома вартість цього компонента є надмірною, що також збільшує загальну вартість ракети. Ціна за одиницю YJ-12 наприкінці 1990-х років становила 1,8 млн. доларів США, що більш ніж удвічі перевищує вартість американської ракети «Гарпун». Пошуковий радар коштує 250 тис. доларів, а система обробки даних (яка також діє як система електронної протидії) – 580 тис. доларів США. Загальна вартість цих підсистем становить майже половину вартості ракети загалом.

## Модифікації

### Протикорабельний варіант
Протикорабельний варіант YJ-12 є вихідним для цієї ракети. Ракета має нову 205-кілограмову бойову частину, яка в поєднанні із надзвуковою швидкістю забезпечує ту ж руйнівну силу, що й більш старі бойові частини масою 400 кг старих дозвукових ракет. Розробники стверджують, що одного влучення ракети достатньо, щоб потопити корабель водотоннажністю до 4000 т.
Протикорабельний варіант може бути оснащений радіолокаційною, інфрачервоною або телевізійною головкою самонаведення. Кожна з цих ДСП може бути додатково оснащена односторонньою або двосторонньою радіолінією передачі даних або просто працювати в режимі «вистрілив та забув». Протикорабельний варіант єдиний, який може працювати за надводними цілями, проте ця можливість скорочує дальність стрілянини, оскільки потребує певного профілю польоту.

### Протирадіолокаційний варіант
У відкритих джерелах відсутні характеристики протирадіолокаційного варіанта ракети YJ-12. Кінцевою метою цього проекту була ракета класу AGM-88 HARM із простим пристроєм пасивного радіолокаційного самонаведення, що охоплює весь спектр доступних частот.
Як і протирадіолокаційний варіант ракети YJ-91, YJ-12 має серію датчиків, кожен із яких охоплює конкретну смугу частот. Всечастотний самонавідний пристрій планується до розробки тільки в перспективі. Дешевша альтернатива розробляється з використанням GPS або інших супутникових навігаційних систем, які теоретично можуть обійтися без надто дорогих НВІС. Бортовий комп'ютер на НВІС необхідний для того, щоб оцінити положення радара за сигналом, що випромінюється ним. GPS або інша супутникова система, дозволить ракеті знати місце мети після, що значно скоротить складність розрахунків та обробки даних. Недолік цієї версії полягає, однак, у можливості атакувати лише нерухомі цілі. Багато китайських джерел заявили, що нерухомі станції радіолокації, створені Raytheon для тайванської програми радіолокаційного спостереження, стануть основними об'єктами версії ракети YJ-12 з супутниковою навігацією.

### Варіант «повітря-земля»
Варіант "повітря-земля" розроблений на основі протикорабельного варіанту. Застосовувалися самі принципи модифікації, як і розробки варіантів «повітря-земля» KD-88 від C-802. У цій версії є всі можливості для оснащення ракети одностороннім або двонаправленим каналом передачі даних або взагалі без каналу передачі даних. На ракеті можуть бути встановлені головки самонаведення протикорабельної версії. Як і для антирадарної версії, ця ракета може бути оснащена системою навігації GPS або ГЛОНАСС, але в цьому варіанті виключено застосування системи передачі даних. Кількість моделей, доступних у цій категорії, становить 11 ракет.
Як і у випадку з протирадіолокаційним варіантом, багато китайських джерел заявили, що, незважаючи на розробку та доступність багатьох моделей на вибір замовника, тільки «базова» версія з радаром у режимі «вистрілив і забув» (без передачі даних) фактично використовуватиметься в Китаї . Основна причина також пов'язана із вартістю ракети. Оскільки ракета була дозволена експорту, досі немає даних про її просуванні цьому ринку.

### CM-400AKG
СМ-400AKG - надзвукова крилата ракета повітряного пуску, призначена для ударів по наземних цілях, вважається експортним варіантом YJ-12. ракета має масу близько 900 кг, діаметр корпусу 0,4 м і дальність 54-130 км при використанні фугасної бойової частини масою 150 кг або масою, що проникає 200 кг. Вона має три варіанти системи керування, включаючи інерційну навігаційну систему у поєднанні із супутниковою системою позиціонування з точністю 50 м; вбудовану інфрачервону /телевізійну головку самонаведення з точністю 5 м; або пасивний радіолокатор на додаток до шукача, який забезпечує точність 5-10 метрів. Незвичайною характеристикою є те, що він не літає на низькій висоті, щоб уникнути виявлення, але натомість використовує «висотний запуск» для досягнення «високої бойової живучості літаків». Швидкість може досягати 5 М.

### CM-302
У листопаді 2016 року CASIC розсекретила CM-302 як експортний варіант YJ-12. Вона позиціонується як «найкраща у світі протикорабельна ракета». Стверджується, що вона має надзвукову швидкість на всьому протязі польоту, може бути запущена з повітря, землі та морських платформ, може бути встановлена на 5000-тонний корабель та використана для знищення наземних цілей. Припускаючи, що технічні характеристики ракети аналогічні до YJ-12. Ракета, найімовірніше, має довжину 7 м, діаметр корпусу 0,6 м, масу 2-2,5 т, дальність стрілянини близько 250 км, маса бойової частини - 250 кг. Система управління - « Бейдоу » та активна радіолокаційна ГСН для термінального самонаведення, що дозволяє досягти ймовірності ураження мети 90% при швидкості 1,5-2 М на маршовому ділянці та 3+ М на термінальному.